# Javier Malagueño
Javier Hernán Malagueño (Cosquín, 27 ottobre 1982) è un ex calciatore argentino, di ruolo difensore.